# Richard Southwood
Sir Thomas Richard Edmund Southwood (20 juin 1931 – 26 octobre 2005) est professeur de zoologie et vice-chancelier de l'Université d'Oxford.
Richard commence à s'intéresser à l'histoire naturelle dès son plus jeune âge, et développe ses compétences dans la ferme laitière de ses parents dans le Kent. Il publie ses premiers articles de recherche sur les insectes à l'âge de 16 ans.
Le gouvernement britannique le charge en 1988 de la présidence d'un groupe de travail sur l'encéphalopathie spongiforme bovine.

## Distinctions
- Membre de la Royal Society, élu le 17 mars 1977[1].
- Chevalier, le 6 mars 1984[2]